# Rene Krhin
Rene Krhin (født 21. maj 1990 i Maribor, Jugoslavien) er en slovensk fodboldspiller, der spiller som midtbanespiller hos FC Nantes i Frankrig, udlejet fra Granada. Han har tidligere repræsenteret Inter og Bologna i Italien.

## Landshold
Krhin står (pr. april 2018) noteret for 36 kampe og to scoringer for Sloveniens landshold, som han debuterede for den 5. september 2009 i et opgør mod England. Han deltog for sit land ved VM i 2010 i Sydafrika.